# Kronika parská
Kronika parská nebo Parský mramor (lat. Marmor Parium, zkr. Mar. Par.) jsou řecké letopisy pokrývající období od roku 1582 př. n. l. do roku 299 př. n. l., které byly zapsané neznámým historikem na mramorovou stélu, jež byla nalezena na ostrově Paros. Jde o důležitý pramen pro chronologii a studium starověké řecké literatury. Po objevu byly nalezené fragmenty prodány ve Smyrně do sbírky hraběte z Arundelu, kde je rozluštil John Selden, který je vydal v souboru tzv. arundelských mramorů (Marmora Arundelliana, Londýn 1628-9).
Neznámý autor datoval události jednak negativně k roku zapsání (264/3 př. n. l.) a jednak podle vlády athénských archontů (eponymos). Kronika začíná vládou mytického krále Kekropa a končí 299/8 př. n. l. Autor upřednostňoval význam Athén a naopak upozaďoval vše, co této koncepci odporovalo. Trojská válka je v kronice datovaná lety 1217 – 1208 př. n. l. Je zde také poprvé jmenován zakladatel klasického řeckého dramatu Thespis.
Zachované fragmenty stély, přivezené do Londýna v roce 1627 a prezentované na oxfordské univerzitě v roce 1667, jsou uloženy v Ashmoleově muzeu v Oxfordu. Menší fragment stély se záznamy z let 336/5 – 299/8 př. n. l., který byl objeven v roce 1897, je v archeologickém muzeu v Parikii, hlavním městě ostrova Paros.